# Мамонтовас, Андрюс
А́ндрюс Ма́монтовас (лит. Andrius Mamontovas; род. 23 августа 1967, Вильнюс, Литовская ССР) — литовский рок-музыкант, автор песен, музыкальный продюсер, актёр. Основатель и фронтмен литовской рок-группы Foje.

## Биография
Андрюс Мамонтовас родился 23 августа 1967 года в Вильнюсе в семье врача рентгенолога, радиолога профессора В. В. Мамонтова (1942—2005), уроженца Архангельска, с конца 1960-х годов работавшего в Литве. Мать — медик Маргарита Мамонтова (урожд. Чиплите, лит. Čiplytė), работала преподавателем в Вильнюсской Медицинской школе.
В 1983 году он основал группу „Foje“, ставшую одной из самых популярных рок-групп Литвы. После выхода своего 14-го по счёту альбома „Vilnius Kaunas Klaipėda“ группа распалась, и Мамонтовас сосредоточился на сольной карьере.
С 1997 года Мамонтовас исполняет главную роль в пьесе режиссёра Эймунтаса Някрошюса «Гамлет».
В 2006 году для участия в конкурсе Евровидение по инициативе Мамонтоваса была создана группа LT United. В неё вошли Марийонас Микутавичюс, Саулюс Урбонавичюс (группа „Bix“), Викторас Диавара (группа „Skamp“), Арнолдас Лукошюс (ex-„Foje“) и Эймантас Бялицкас. Песня „We Are The Winners“ заняла шестое место на конкурсе, став лучшим результатом для Литвы за всё время её участия в Евровидении.
В снятом в 2008 году режиссёром Марисом Мартинсонсом кинофильме «Ненужные люди» („Nereikalingi žmonės“; „Loss“) сыграл роль священника; написал музыку к фильму. В Литве фильм посмотрели более 50 тысяч человек; он стал третьим по доходам фильмом за всю историю литовского кино. Фильм был представлен на XI Шанхайском международном кинофестивале, где был отмечен призами за лучшую режиссуру и лучшее музыкальное оформление. Осенью 2009 года на национальном кинофестивале в Латвии «Большой Кристап 2009» лента «Ненужные люди» была признана лучшим полнометражным игровым фильмом.
Сыграл роль романтика Пола в совместной латвийско-гонконгском кинофильме «Амайа» (сценарист и режиссёр М. Мартинсонс) при участии японской актрисы Каори Момои и написал музыку к фильму (премьерные показы в Вильнюсе, Каунасе, Шяуляе и Паневежисе 15 сентября, национальная премьера в Латвии 17 сентября 2010 года).

## Дискография

### Альбомы„Foje“
- 1989 — Geltoni Krantai
- 1990 — Žodžiai Į Tylą
- 1991 — Gali Skambėti Keistai
- 1992 — Kitoks Pasaulis
- 1993 — Vandenyje
- 1994 — Tikras Garsas
- 1994 — M-1 (dancemixes)
- 1994 — Aš Čia Esu
- 1995 — Kai Perplauksi Upę
- 1995 — Live On The Air
- 1996 — 1982
- 1997 — The Flowing River EP
- 1997 — Mokykla
- 1999 — Vilnius Kaunas Klaipėda

### Сольные альбомы
- 1995 — Pabėgimas
- 1997 — Tranzas
- 1998 — Šiaurės naktis. Pusė penkių
- 1999 — Mono Arba Stereo
- 2000 — Šiaurės Naktis. Pusė Penkių
- 2000 — Anapilis
- 2000 — Cloudmaker
- 2000 — Visi langai žiūri į dangų
- 2001 — Cloudmaker. No Reason Why
- 2001 — Clubmix.lt
- 2002 — O, meile!
- 2003 — Beribiam danguje
- 2004 — Tadas Blinda
- 2006 — Saldi.Juoda.Naktis.
- 2006 — Tylda
- 2008 — Geltona.Žalia.Raudona.
- 2011 — Visi Langai Žiūri Į Dangų. Versija Nr.2
- 2012 — Elektroninis Dievas

### DVD
- 2004 — TV Dainos
- 2009 — Koncertas Park West Chicago

## Фильмография
- 1988 — «Выставка» — Дарюс Адамонис
- 2008 — „Nereikalingi žmonės“ — актёр и композитор
- 2010 — „Amaya“ — актёр и композитор

## Награды
- 2000 — музыкальная премия «Браво 1999»: лучший исполнитель года, лучшая песня года („Mono arba stereo“)
- 2000 — премия радио «Радиоцентрас»: лучший вокалист, лучший исполнитель топ-20 «Радиоцентраса», лучший альбом („Mono arba stereo“), лучшая песня („Mono arba stereo“)
- 2001 — премия радио «Радиоцентрас»: лучший исполнитель, лучший исполнитель Топ-20 «Радиоцентраса»
- 2006 — музыкальная премия «Браво 2005»: лучший музыкальный продюсер (альбом „Aukso pieva“ певицы Юрги Шедуйките)
- 2007 — премия радио «Радиоцентрас»: лучший исполнитель
- 2007 — музыкальная премия «Браво 2006»: лучший исполнитель
- 2008 — 11-й Шанхайский кинофестиваль: лучшая музыка к фильму („Nereikalingi žmonės“)
- 2009 — премия радио «Радиоцентрас» „Apdo 2009“: певец года
- 2010 — медаль ордена «За заслуги перед Литвой»